# گمینا یژووه
گمینا یژووه (به لهستانی:  Gmina Jeżowe) یک گمینا در لهستان است که در شهرستان نگسکو واقع شده‌است. گمینا یژووه ۱۲۳٫۷۷ کیلومتر مربع مساحت و ۱۰٬۱۴۸ نفر جمعیت دارد.